# Spring Breakers – Csajok szabadon
A Spring Breakers – Csajok szabadon (eredeti cím: Spring Breakers) 2013-as amerikai bűnügyi filmvígjáték, amelyet Harmony Korine írt és rendezett. A főszerepet James Franco, Vanessa Hudgens, Selena Gomez, Ashley Benson és Rachel Korine alakítja.
Az Amerikai Egyesült Államokban 2013. március 22-én mutatták be a mozikban. Magyarországon március 21-én debütált a Fórum Hungary forgalmazásában.

## Cselekmény
A film négy főiskolás lányt mutat be, akik a tavaszi szünet során egy hírhedt gengszter révén belekeverednek a drogok és az erőszakos bűncselekmények világába.

## Szereplők
| Színész         | Szereplő | Magyar hang        |
| --------------- | -------- | ------------------ |
| James Franco    | Alien    | Dévai Balázs       |
| Vanessa Hudgens | Candy    | Vadász Bea         |
| Selena Gomez    | Faith    | Bogdányi Titanilla |
| Ashley Benson   | Brit     | Csuha Borbála      |
| Rachel Korine   | Cotty    | Czető Zsanett      |
| Gucci Mane      | Archie   | Papp Dániel        |

## Bemutató

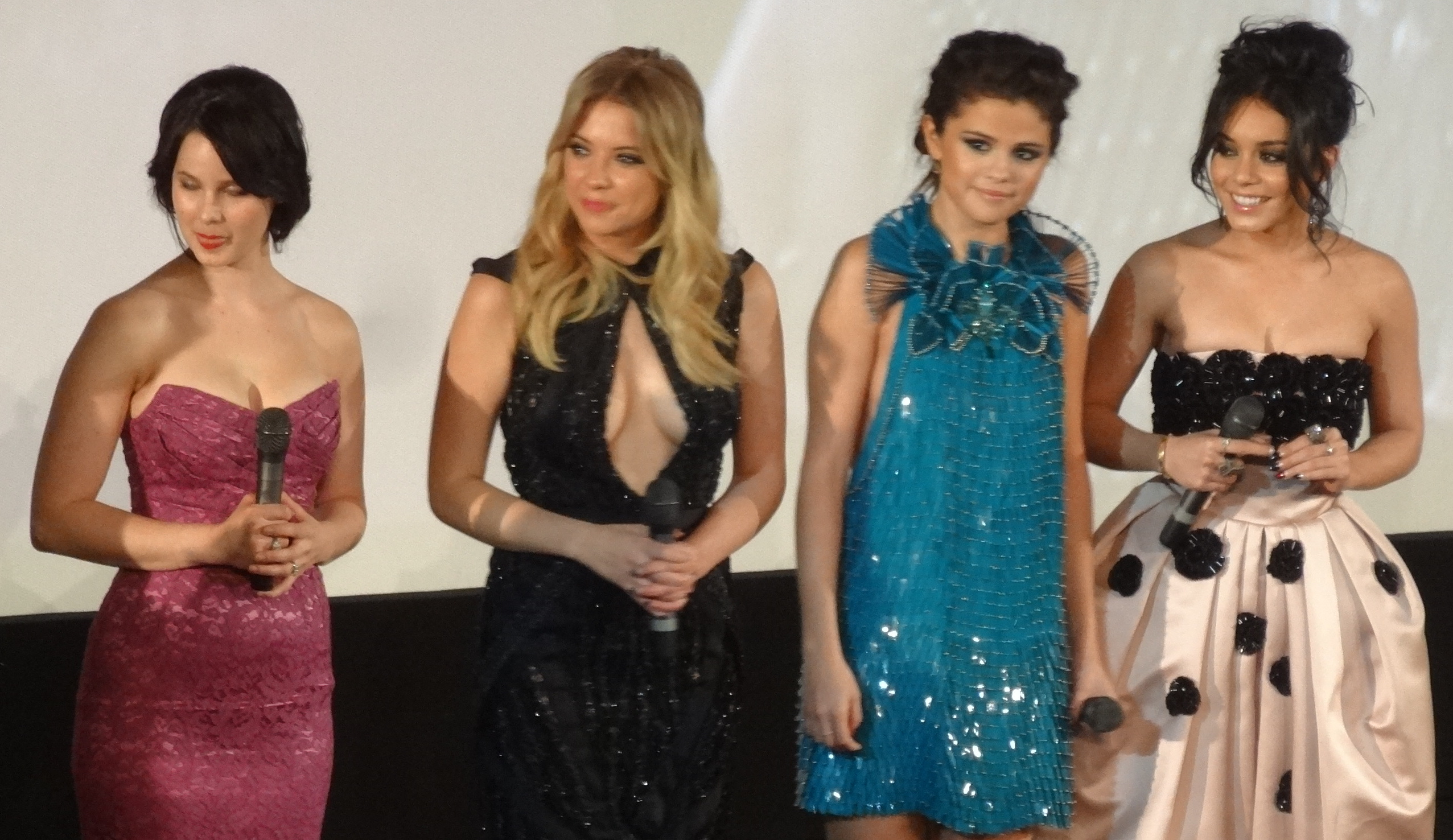
A főszereplők egy része, a film párizsi premierén 2013 februárjában: Rachel Korine, Ashley Benson, Selena Gomez és Vanessa Hudgens.

Digitálisan 2014. június 25-én adták ki. DVD-n és Blu-rayen július 4-én jelent meg az Amerikai Egyesült Államokban. Magyarországon 2015. május 10-én került piacra a DVD-változat.

## Fogadtatás
A film általánosságban pozitív értékeléseket kapott a kritikusoktól. A Metacritic oldalán a film értékelése 63% a 100-ból, ami 40 véleményen alapul. A Rotten Tomatoeson a Spring Breakers – Csajok szabadon 66%-os minősítést kapott, 166 értékelés alapján.